# Fænø
Fænø is een Deens eiland in de Kleine Belt, behorende tot de gemeente Middelfart en tot de parochie Middelfart. Het eiland heeft een oppervlakte van circa 4 km² en wordt afgescheiden van Funen door een zeestraat met de naam Fænøsund. Het eiland is in privébezit. Ten oosten van Fænø ligt een kleiner eilandje, genaamd Fænø Kalv.
Op het eiland is Fænøgård gesitueerd, een boerderij uit de 18e eeuw die herbouwd werd in een moderne architectonische stijl.
- Virtual International Authority File: 315528117